# 프레리
프레리(Prairie)는 북아메리카 대륙 중앙부에 중앙 평원 서쪽으로 퍼지는 장초의 온대 초원 지대이다. 대초원(大草原)이라고도 한다. 동서길이가 약 1,000km, 남북으로 길이가 약 2,000km 정도이다. 프레리는 프랑스어로 ‘목장’이라는 뜻이 있다. 로키산맥의 동쪽에 위치해, 그레이트플레인스와 중앙 평원의 사이에 분포한다. 엄밀하게 말하면 중앙 저지 중에서 미시시피강의 서쪽을 보통 프레리라고 부르나, 서반부의 그레이트플레인스를 포함하는 수도 많다. 프레리는 북아메리카 중앙 저지대의 2m 내외 풀이 자라는 초원을 일컫는 말인데, 남미에서는 팜파스라고도 하며, 헝가리에서는 푸스타라고도 부른다.
새로운 지질시대에 여러 번 되풀이된 대륙빙하의 전진·후퇴 운동으로 지표가 깎여서 평탄해졌을 뿐만 아니라, 기후도 습한 대륙성 기후를 보여 심한 한서(寒暑)의 차와 여름철의 호우 등으로 농경에 적합하며, 북아메리카의 곡창지대로, 프레리토 또는 갈색 삼림토라고 하는 비옥한 토양이 분포해 밀, 옥수수, 콩 등의 대생산지가 되고 있다. 또, 여름의 평균 기온은 20℃이상으로 평균 강수량은 1000mm 전후이다. 포유류의 프레리 도그는 이 지역에 많이 생식하고 있기 때문에 이름이 붙여졌다. 주로, 대초원에서는 혼합농업을 해, 돼지나 육우 사육도 번창하다.

## 같이 보기
- 그레이트플레인스
- 황진
- 밭
- 침수 초원·사바나
- 초원
- 초지
- 아웃백
- 팜파스
- 목초지
- 평야
- 프레리도그
- 푸스타
- 사바나
- 스텝 (지리)
- 온대 초원·사바나·관목지